# 153P/Ikeya-Zhang
153P/Ikeya-Zhang (chiń., jap.: 池谷-張彗星) – kometa długookresowa, która widoczna była gołym okiem w 2002, osiągając maks. 3,5m. Była to wówczas najjaśniejsza kometa od 1997 roku.

## Odkrycie i obserwacje komety
Kometa ta została odkryta 1 lutego 2002 r. przez Japończyka Kaoru Ikeyę. Dostrzegł on ją w gwiazdozbiorze Wieloryba, kiedy świeciła z jasnością zbliżoną do 9,0 magnitudo i wykształciła komę o średnicy około 2 minut kątowych. Wstępnie nazwano ją C/2002 C1. Po około dwóch godzinach dostrzegł ją kolejny obserwator, Chińczyk Daging Zhang.
Po analizie materiału z obserwacji z lat wcześniejszych okazało się, iż kometa ta widziana była już przez astronomów chińskich w roku 1661. Otrzymała zatem oficjalne oznaczenie „153P” i jest kometą o najdłuższym okresie orbitalnym wśród komet okresowych, a więc tych, których powrót był obserwowany i udokumentowany.

## Orbita komety
153P/Ikeya-Zhang porusza się po orbicie w kształcie bardzo wydłużonej elipsy o mimośrodzie 0,990. Peryhelium znajduje się w odległości 0,5071 j.a. od Słońca, aphelium zaś 101,92 j.a. od niego. Okres jej obiegu wokół Słońca wynosi 366,51 roku, nachylenie do ekliptyki to 28,12˚.
Przez peryhelium przeszła 18 marca 2002 r. Najbliżej Ziemi znalazła się 29 kwietnia 2002 roku (60,6 mln km). W nocy z 4/5 kwietnia 2002 r. kometę dojrzeć można było tuż obok Wielkiej Galaktyki w Andromedzie.